# Luis Cabrera de Córdoba
Luis Cabrera de Córdoba (Madrid, 1559 — Madrid, 9 de abril de 1623) foi um historiador espanhol do Siglo de Oro.

## Biografia
Casou com Baltasara de Tapia y Zúñiga e foi grefier del bureo, isto é, secretário de Margarita de Áustria. Em 1584 era escrivão de Pedro Téllez-Girón y Velasco, o grão-duque de Osuna, ao tempo vice-rei de Nápoles. Teve intervenção na organização de uma expedição marítima para defender os cavaleiros da Ordem de Malta, em Malta, contra os piratas turcos e venezianos e na construção de alguns dos navios da Armada Invencível. Filipe II de Espanha enviou-o em missões de importância e passou a ser secretário da rainha e provedor da casa real de Castela após a morte deste monarca. Foi celebrado como escritor por Miguel de Cervantes na sua obra Viaje del Parnaso.

## Obra
Escreveu algumas poesias nas quais se reconhece a influências de Luis de Góngora. 
A sua obra principal é a Historia de Felipe II, cuja primeira parte foi publicada em Madrid no ano de 1619. A edição da segunda parte foi impedida por petição dos deputados de Aragão, os quais consideravam que ela aludia de forma tendenciosa aos sucessos ocorridos naquele reino em 1591, relacionados com a fuga de Antonio Pérez. A revisão do texto foi encomendada a Bartolomé Leonardo de Argensola, mas Cabrera de Córdoba opôs-se a qualquer emenda. Esta segunda parte não foi por isso publicada até 1876. 
Como historiador, Cabrera é exactíssimo, um autêntico fanático da verdade e da cronologia. A obra é uma grande fonte para dados sobre os costumes, as fundações de monumentos e incluso para a história do teatro, mas a sua prosa não é muito clara, pois o afã de conseguir concisão o leva por vezes a à obscuridade. A obra gozou de grande fama e foi usada como fonte para várias obras de teatro sobre Felipe II, como a de Juan Pérez de Montalbán El segundo Séneca de España ou a de Diego Jiménez de Enciso sobre Don Carlos. 
Escreveu também umas Relaciones de las cosas sucedidas en la Corte de España desde 1599 hasta 1614 (Madrid, 1857) e Historia para entenderla y escribirla (1611).

## Obras
- Relaciones de las cosas sucedidas en la Corte de España desde 1599 hasta 1614 (Madrid, 1857)
- De Historia, para entenderla y escribirla (Madrid, 1611)
- Historia de Felipe II, primera parte (Madrid, 1619; a edição completa é de Madrid, 1877, em quatro tomos em 4.º maior).